# HITS
L'algorisme HITS (acrònim de l'anglès Hypertext Induced Topic Selection) és un algorisme dissenyat per Jon Kleinberg per valorar i classificar la importància d'una pàgina web.
HITS utilitza dos indicadors per fer aquesta valoració, definint recursivament cadascun a partir de l'altre:
1. l'authority, que valora com és de bona la pàgina com a recurs d'informació; pel seu càlcul s'utilitza una suma ponderada de valors hub dels enllaços que apunten cap a aquesta pàgina.
2. el hub, que diu com és de bona la informació que s'aconsegueix seguint els enllaços que té cap a altres pàgines; es calcula com una suma ponderada de valors authority de les pàgines a les que apunta aquesta. Algunes implementacions de l'algorisme també consideren quina és la rellevància de les pàgines enllaçades.